# 蔡宁 (1890年)
蔡甯總主教（義大利語：：1890年4月3日—1958年8月4日）是天主教意大利籍總主教。曾任宗座駐華代表及哈爾濱宗座署理區宗座署理(1934年-1946年)。

## 生平

### 早年生活
蔡甯出生於1890年4月3日的意大利王國威尼托大區貝盧諾省城鎮費爾特雷。於1913年7月3日晉鐸成為神父。1926年進入聖座傳信部工作。

### 駐華代表
1933年11月28日，他獲時任教宗庇護十一世任命為宗座駐華代表，領銜色雷斯城總主教，兼任哈爾濱宗座署理區宗座署理，接替因升任為傳信部次長的剛恒毅總主教。1934年1月7日，蔡甯在羅馬由傳信部部長伯多祿·富馬梭里·畢翁弟樞機祝聖為總主教。
1934年4月，蔡寧抵達香港。同年5月14日抵達中華民國首都南京，覲見中國國民政府主席林森。及後，於天津會見中華全國公教進行會總監督于斌神父。
蔡甯出任駐華代表的數年間遍訪中國眾多教區，並在各地祝聖多名主教，分別於1934年祝聖湖南辰州宗座代牧區宗座代牧歐克瀾，1935年祝聖河南洛陽宗座代牧區宗座代牧巴友仁、陝西漢中宗座代牧區宗座代牧祁濟眾、江蘇徐州宗座代牧區宗座代牧邰軼歐。1936年再分別祝聖南京宗座代牧區宗座代牧于斌及四川雅州宗座代牧區宗座代牧余郁文。二戰期間，他繼續分別在1938年和1945年祝聖山東煙臺宗座代牧區宗座代牧杜安坤及河南駐馬店宗座代牧區宗座代牧袁克治。

### 二戰期間
抗日戰爭期間，日本佔領南京，蔡甯繼續留守在佔領區，並將其中國政府控制地區的權力委託給美國藉方濟各會會士負責。根據日本外交電報，蔡甯曾向時任教宗庇護十二世建議聖座承認南京的汪精衛傀儡政府政權為中國合法政府。此後，為免被日本利用，蔡寧隱居於北平"宗座代表公署"，不參與任何公開活動.
1941年12月太平洋戰爭爆發，日本加強對淪陷區的學校控制，要求北平輔仁大學招收日本學生，使用日本教材及教授日語，但遭到蔡寧拒絕。日本遂嚴格控制輔仁大學資金來源。於是，蔡寧利用德國聖言會及聖座直接與日本交涉。
1945年8月日本戰敗投降，國民政府為表彰天主教人士在抗戰中的貢獻，授予蔡寧勳章一枚。

### 駐南美洲
1946年，蔡寧返回意大利，由黎培裡總主教出任宗座駐華公使。1947年至1953年期間，被任命為聖座駐智利大使。1953年，調任聖座駐阿根廷大使。於1958年8月4日，蔡甯在 阿根廷布宜諾斯艾利斯去世，享年68歲。